# Омейядский халифат
Омейя́дский халифа́т (араб. الخلافة الأموية‎, Al-Khilāfa al-Umawiyya) или Дама́сский халифа́т — феодальное трансконтинентальное государство, существовавшее с 661 по 750 год. Правящая династия — Омейяды. Столица находилась в Дамаске. Главой государства являлся халиф, в чьих руках была сосредоточена духовная и светская власть, которая передавалась по наследству. Официальным языком являлся арабский, а валютой — золотой динар и серебряный дирхем.
Омейяды продолжили мусульманские завоевания, включив в мусульманский мир Мавераннахр, Синд, Магриб и Иберийский полуостров (Аль-Андалус). В период своего расцвета Омейядский халифат охватывал 11 100 000 км² (4 300 000 кв. миль) и 33 миллиона человек, что делало его одной из крупнейших империй в истории как по площади, так и по доле мирового населения. Династия была окончательно свергнута восстанием, возглавляемым Аббасидами в 750 году. Оставшиеся в живых представители династии утвердились в Кордове в форме эмирата, а затем халифата, стали мировым центром науки, медицины, философии и изобретательства, положив начало периоду Золотого века ислама.
Омейядский халифат управлял огромным многонациональным и многокультурным населением. Христиане, которые все еще составляли большинство населения халифата, и евреи могли исповедовать свою собственную религию, но должны были платить подушный налог (джизья), от которого освобождались мусульмане. Однако существовал налог закят только для мусульман, который прямо предназначался для различных программ социального обеспечения. Видные посты занимали христиане, некоторые из которых принадлежали к семьям, служившим в византийских правительствах. Использование христиан было частью более широкой политики религиозного приспособления, которая была обусловлена присутствием большого количества христианского населения в завоеванных провинциях, как в Сирии. Эта политика также повысила популярность Муавии и укрепила Сирию как его базу власти.

## История
Личная династия Муавии, «Суфьяниды» (потомки Абу Суфьяна), правила с 661 по 684 год, пока не появился его внук Муавия II. Правление Муавии I было отмечено внутренней безопасностью и внешней экспансией. На внутреннем фронте зафиксировано только одно крупное восстание — восстание Худжра ибн Ади в Куфе. Худжр ибн Ади поддержал претензии потомков Али на халифат, но его движение было легко подавлено наместником Ирака Зиядом ибн Аби Суфьяном. Худжр, который был сахабом (сподвижником Мухаммеда), был приговорен Муавией к смертной казни за поддержку Али.

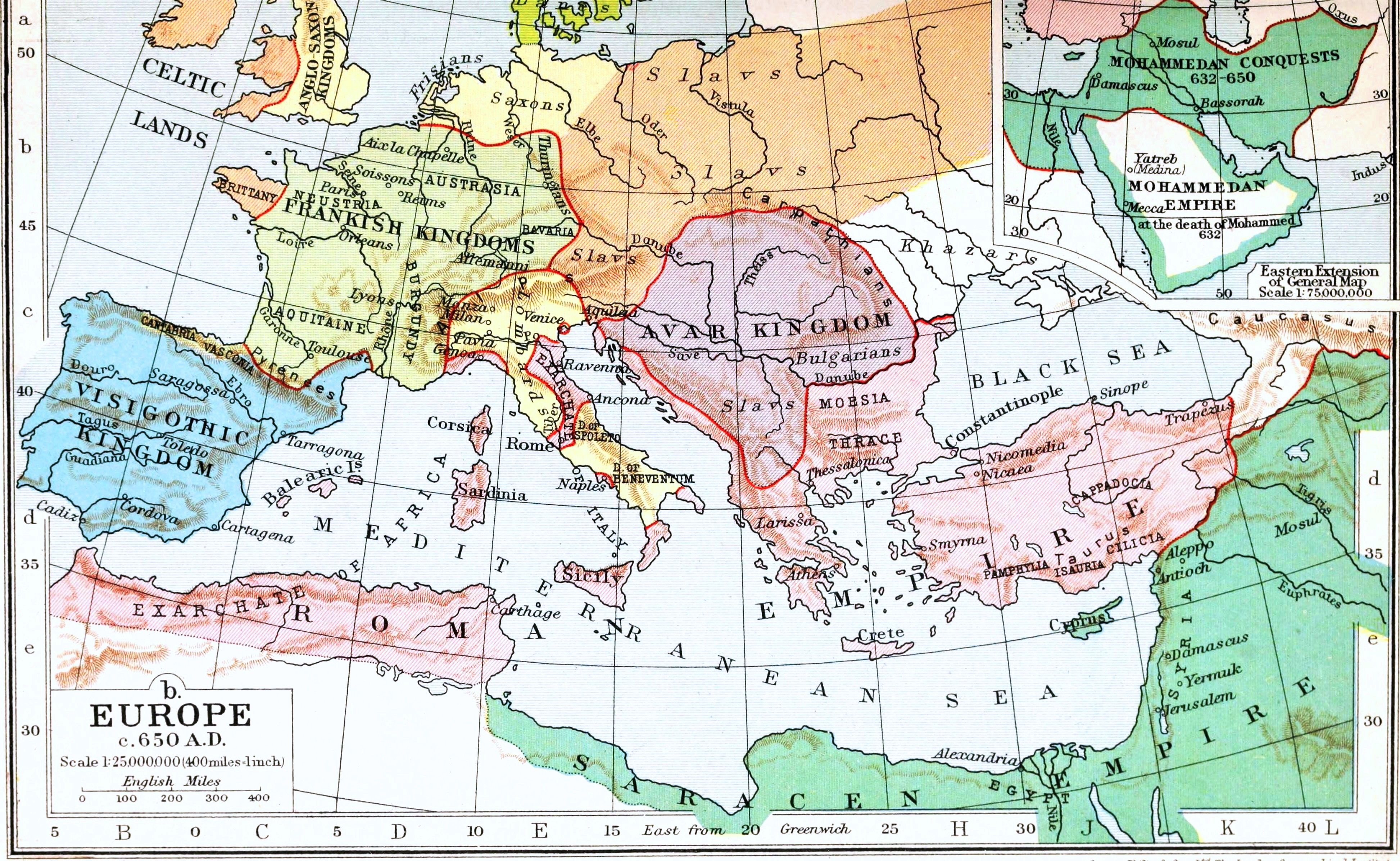
Византия и Омейядский халифат около 650 г.

Муавия также поощрял мирное сосуществование с христианскими общинами Сирии, даруя своему правлению «мир и процветание как для христиан, так и для арабов», одним из его ближайших советников был Сарджун ибн Мансур, отец Иоанна Дамаскина. В то же время он вёл непрестанную войну против Византийской империи. Во время его правления Родос и Крит были оккупированы, и было предпринято несколько нападений на Константинополь. После их неудачи, столкнувшись с масштабным христианским восстанием Мардаитов, Муавия заключил мир с Византией. Муавия также руководил военной экспансией в Северной Африке (основание Кайруана) и в Центральной Азии (завоевание Кабула, Бухары и Самарканда).
В 680 году Муавию сменил его сын Язид I. Этому наследственному восшествию на престол противостояли многие видные мусульмане, в первую очередь Абдуллах ибн аз-Зубайр, сын сподвижника Мухаммеда, и Хусейн ибн Али, младший сын Али. Возникающий в результате конфликт известен как Вторая фитна. Ибн аль-Зубайр бежал из Медины в Мекку, где он оставался в оппозиции до самой своей смерти. Жители Куфы пригласили Хусейна в свой город и подняли восстание против Омейядов. Однако Язид I предотвратил этот союз, захватив Куфу, а Хусейн и его семья были перехвачены на пути в Куфу в битве при Кербеле, в которой Хусейн и члены его семьи были убиты. Известие о смерти Хусейна подпитывало дальнейшие оппозиционные движения, одно из которых было сосредоточено в Медине, а другое-вокруг хариджитов в Басре. В 683 году армия Язида подавила медийскую оппозицию в битве при аль-Харре, а затем осадила Мекку. Во время этой кампании широко распространенное разграбление и разрушение как Большой мечети в Медине, так и Каабы в Мекке вызвало глубокое возмущение и стало главным поводом для осуждения Омейядов в более поздних историях этого периода.
Омейядский халифат продолжил завоевательную политику Праведного халифата и завоевал Северную Африку, южную часть Пиренейского полуострова, Среднюю Азию, Синд, Табаристан и Джурджан.
Верховным собственником всех земель халифата выступало государство, в ведении которого находился земельный фонд завоеванных, конфискованных либо переходивших в его собственность после смерти владельца, не имевшего прямого наследника. Государство взимало с землевладельцев поземельный налог (ушр и харадж).
Начиная с северо-западных африканских владений халифата, серия набегов на прибрежные районы Вестготского королевства проложила путь к постоянной оккупации большей части Иберии Омейядами (начиная с 711 года) и далее в Юго-Восточную Галлию (последний оплот в Нарбонне в 759 году). Правление Хишама ознаменовалось окончанием экспансии на Западе после поражения арабской армии франкам в битве при Пуатье в 732 году. В 739 году в Северной Африке вспыхнуло крупное берберское восстание, которое, вероятно, стало самой крупной военной неудачей в правление халифа Хишама. Из него возникли некоторые первые мусульманские государства за пределами халифата. Это также считается началом независимости Марокко, поскольку Марокко никогда больше не попадет под власть восточного халифа или какой-либо другой иностранной державы до XX века. За этим последовал крах власти Омейядов в Аль-Андалусе. В Индии арабские армии были разбиты южноиндийской династией Чалукья и североиндийской династией Гурджара-Пратихара в VIII веке, и арабы были изгнаны из Индии.
Для централизации государства была восстановлена почтовая служба, создана центральная казна и государственный архив (диван аль-хатим). Массовый переход в ислам покорённых народов и процесс концентрации в руках мусульман земель, принадлежавших местному немусульманскому населению, привели к резкому уменьшению государственных доходов. В 700 году наместник Ирака Хаджадж ибн Юсуф (694—714) обнародовал закон, согласно которому новообращённые мусульмане не освобождались от уплаты джизьи, а переход земли к мусульманам не освобождал от уплаты хараджа. Данное положение было отменено халифом Умаром ибн Абдул-Азизом в 718—719 годах. Преемники халифа Умара восстановили политику его предшественников, что вызвало новую волну антиомейядских выступлений. В результате восстания под руководством Абу Муслима власть перешла к Аббасидам.

## Администрация Омейядов
Административная система Омейядского халифата не была калькой с византийской модели как говорили западные ученные и не основывалась на светском разделении властей. Напротив, вся структура управления была построена на принципах шариата. Административная деятельность Омейядов опиралась на исламское право, и не существовало отдельного органа «религиозного управления» — вся власть, включая судебную, налоговую и военную, функционировала в рамках религиозных предписаний. Шариат служил основой как для законодательства, так и для практической политики, пронизывая всю систему управления и подчиняя её религиозной легитимации.

### Провинции
Географически империя была разделена на несколько провинций, границы которых неоднократно менялись во время правления Омейядов. В каждой провинции был наместник, назначенный халифом. Наместник отвечал за религиозных чиновников, военачальников, полицию и гражданских администраторов в своей провинции. Местные расходы оплачивались за счет налогов, поступавших из этой провинции, а остальные ежегодно направлялись центральному правительству в Дамаске. По мере того как центральная власть правителей Омейядов ослабевала в последние годы правления династии, некоторые правители забывали направлять дополнительные налоговые поступления в Дамаск и создавали огромные личные состояния.

### Работники правительства
По мере роста империи число образованных арабов было слишком мало, чтобы поспевать за быстрым расширением империи. Поэтому Муавия позволил многим местным государственным служащим в завоеванных провинциях сохранить свои рабочие места при новом правительстве Омейядов. Таким образом, большая часть работы местного правительства была записана на греческом, коптском и персидском языках. Только в период правления Абд аль-Малика деятельность правительства стала регулярно фиксироваться на арабском языке.

### Валюта

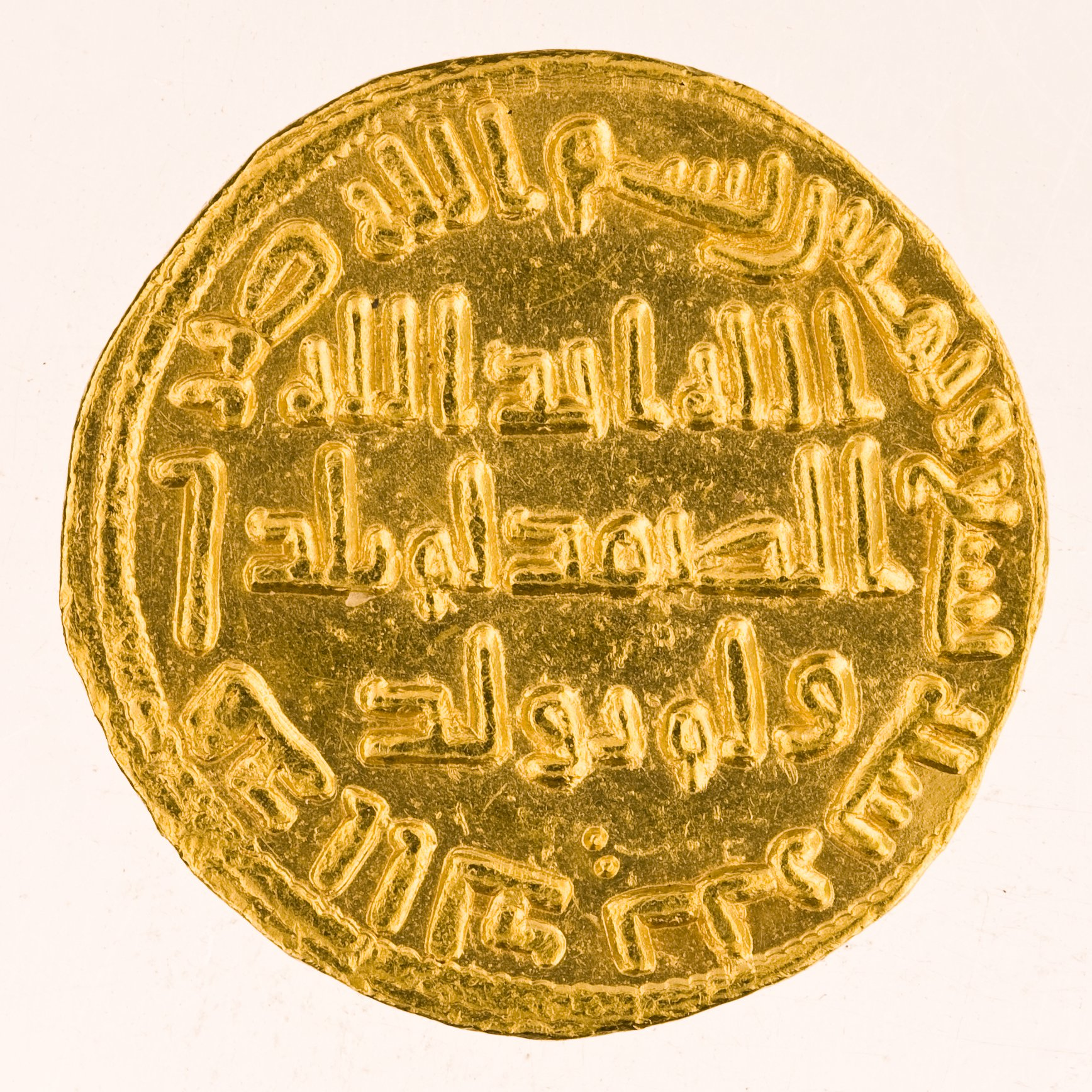
Золотой динар аль-Валида I, 707—708 гг.

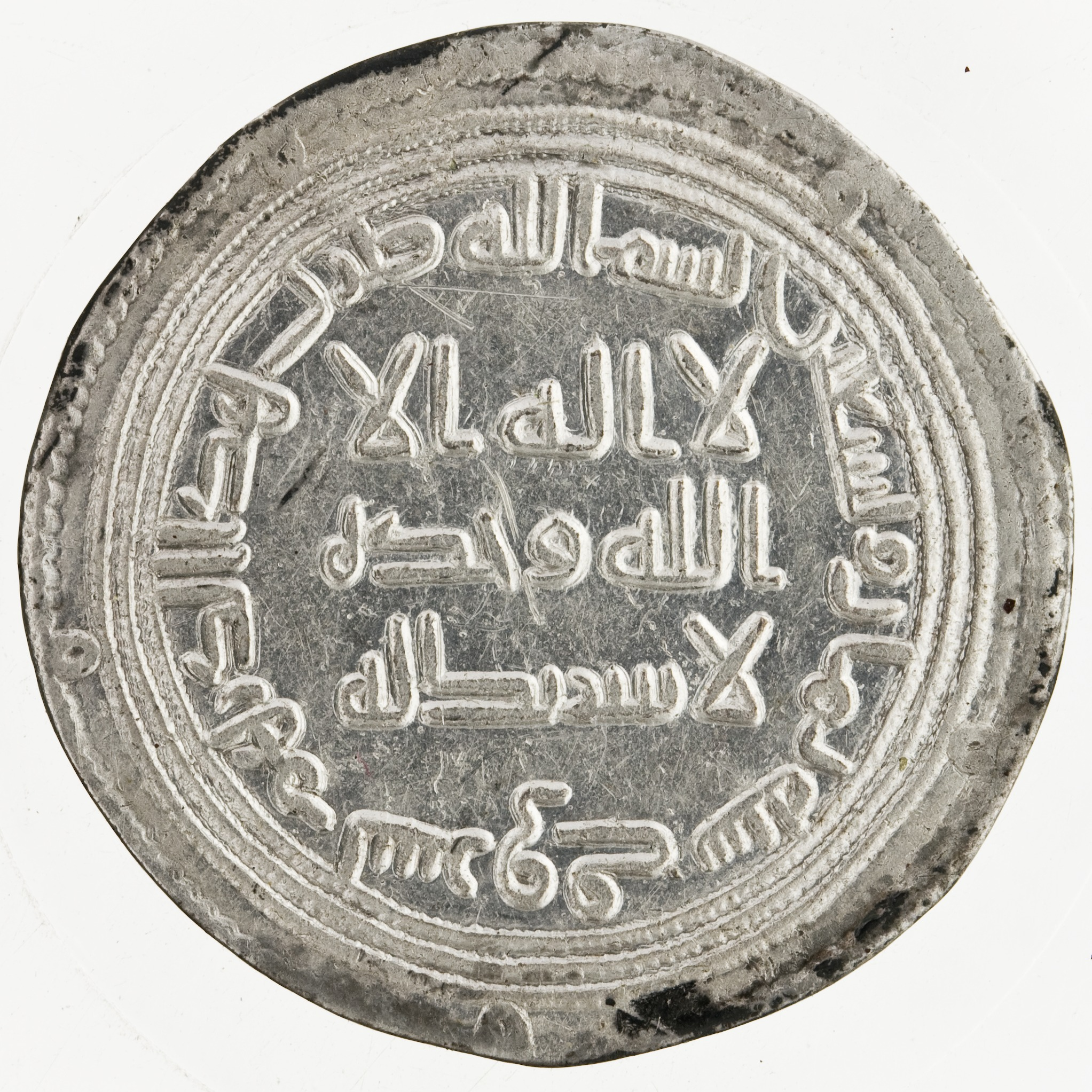
Серебряный дирхем Сулейман ибн Абдул-Малика, 716—717 гг.

Византийская и Сасанидская империи полагались на денежную экономику до мусульманского завоевания, и эта система оставалась в силе в период Омейядов. Византийские медные монеты использовались до 658 года, в то время как византийские золотые монеты все еще использовались до денежной реформы около 700 года. В дополнение к этому правительство Омейядов начало чеканить в Дамаске свои собственные монеты, которые изначально были похожи на существовавшие ранее монеты, но развивались в самостоятельном направлении. Это были первые монеты, отчеканенные мусульманским правительством в истории. Золотые монеты назывались динарами, а серебряные — дирхемами.

## Общественная организация
Омейядский халифат состоял из четырех основных социальных классов:
1. Арабы-мусульмане
2. Мусульмане-неарабы (подзащитные арабов-мусульман)
3. Зимми, свободные люди немусульмане (христиане, иудеи, зороастрийцы и другие)
4. Рабы

Арабы-мусульмане были на вершине общества и считали своим долгом править завоеванными территориями.
По мере распространения ислама все больше мусульманского населения состояло из неарабов. Это вызвало социальные волнения, так как новообращенные не имели тех же прав, что и арабы-мусульмане. Кроме того, по мере увеличения числа обращений, налоговые поступления от немусульман снизились до опасных минимумов. Эти проблемы продолжали усугубляться до тех пор, пока они не привели к восстанию Аббасидов в 740-х годах.

### Немусульмане
Немусульманские группы в Омейядском халифате, включавшие христиан, иудеев, зороастрийцев и язычников, назывались зимми. Им был предоставлен юридически защищенный статус граждан второго сорта, поскольку они признавали политическое превосходство правящих мусульман, то есть платили налог, известный как джизья, который мусульмане не должны были платить, а вместо этого платили налог закят.
Христиане и евреи все еще продолжали производить великих богословских мыслителей в своих общинах, но со временем многие интеллектуалы обратились в ислам, что привело к отсутствию великих мыслителей в немусульманских общинах. К числу важных христианских писателей периода Омейядов относятся богослов Иоанн Дамаскин и епископ Косма Маюмский.
Хотя немусульмане не могли занимать самые высокие государственные посты в империи, они занимали много бюрократических должностей в правительстве. Важным примером христианской занятости в правительстве Омейядов является работа Сарджуна ибн Мансура. Он был Мелкитским христианским чиновником раннего Омейядского халифата. Сын видного византийского чиновника Дамаска, он был фаворитом ранних Омейядских халифов Муавия I и Язида I и служил главой финансового управления Сирии с середины VII века до 700 года, когда халиф Абдуль-Малик ибн Марван уволил его в рамках своих усилий по арабизации управления халифатом. Согласно мусульманским историкам аль-Балазури и Ибн Джарир ат-Табари, Санджур был мавлой первого омейядского халифа Муавия I (661—680), исполняющий обязанности его «секретаря и лица, ответственного за его дела». Агиографии, хотя и менее достоверные, также приписывают ему определенную роль в управлении Дамаском и его окрестностями, даже в качестве «правителя» (архонта или даже эмира), где он отвечал за сбор доходов. В этом качестве он засвидетельствован в более поздних сборниках исходного материала, таких как аль-Масуди. Сарджуна ибн Мансура сменил Сулейман ибн Саад аль-Хушани, еще один христианин.
Брак Муавии с Майсун бинт Бахдал (матерью Язида) был политически мотивирован, поскольку она была дочерью вождя кальбитов, которое было большим сирийским христианским арабским племенем в Сирии. Кальбиты оставались в основном нейтральными, когда мусульмане впервые вошли в Сирию. После чумы, от которая погибла большая часть мусульманской армии в Сирии, женившись на Майсун, Муавия использовал сирийских христиан против византийцев.
Том Холланд пишет , что Муавия хорошо обращался с христианами, иудеями, самаритянами и манихеями. Муавия даже восстановил Эдесский собор после того, как он был разрушен землетрясением. В его время процветала справедливость, и в подвластных ему областях царил мир.

## Наследие
Семья Муавии I, в том числе его предки Абу Суфьян ибн Харб и его жена Хинд бинт Утба, изначально были противниками ислама и особенно Мухаммеда до завоевания Мекки, но в 630 году они обратились в эту религию.
Однако, во многих ранних исторических книгах, например, в книге «Исламское завоевание Сирии Фатухушам» аль-Имама аль-Вакиди, говорится, что после их обращения в ислам Мухаммед назначил командирами армии отца Муавии I Абу Суфьяна ибн Харба и его брата Язида ибн Аби Суфьяна. Муавия I, Абу Суфйан ибн Харб, Язид ибн Аби Суфйан и Хинд бинт Утбах сражался в битве при Ярмуке. Поражение византийского императора Ираклия в битве при Ярмуке открыло путь мусульманской экспансии в Иерусалим и Сирию.

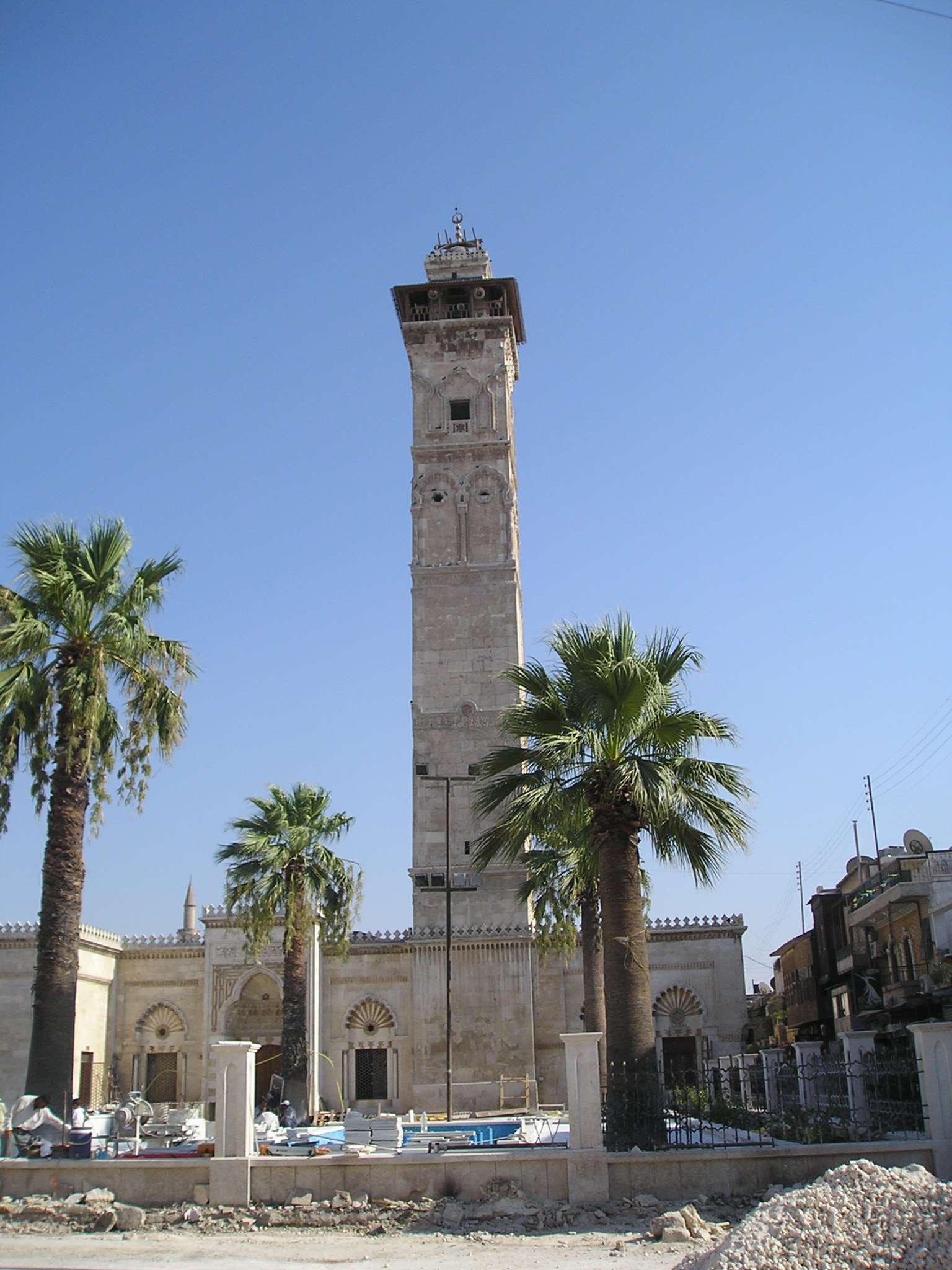
Великая мечеть Алеппо, построенная в VIII в.

В 639 году Муавия был назначен правителем Сирии вторым халифом Умаром, после того как два предыдущих правителя—его брат Язид ибн Аби Суфьян и до него Абу Убайда ибн аль-Джаррах—умерли от чумы вместе с 25 000 другими людьми. Амр ибн аль-Ас был послан, чтобы взять на себя византийскую армию в Египте. Умар попросил Муавию защитить его от ожидаемого нападения византийцев.

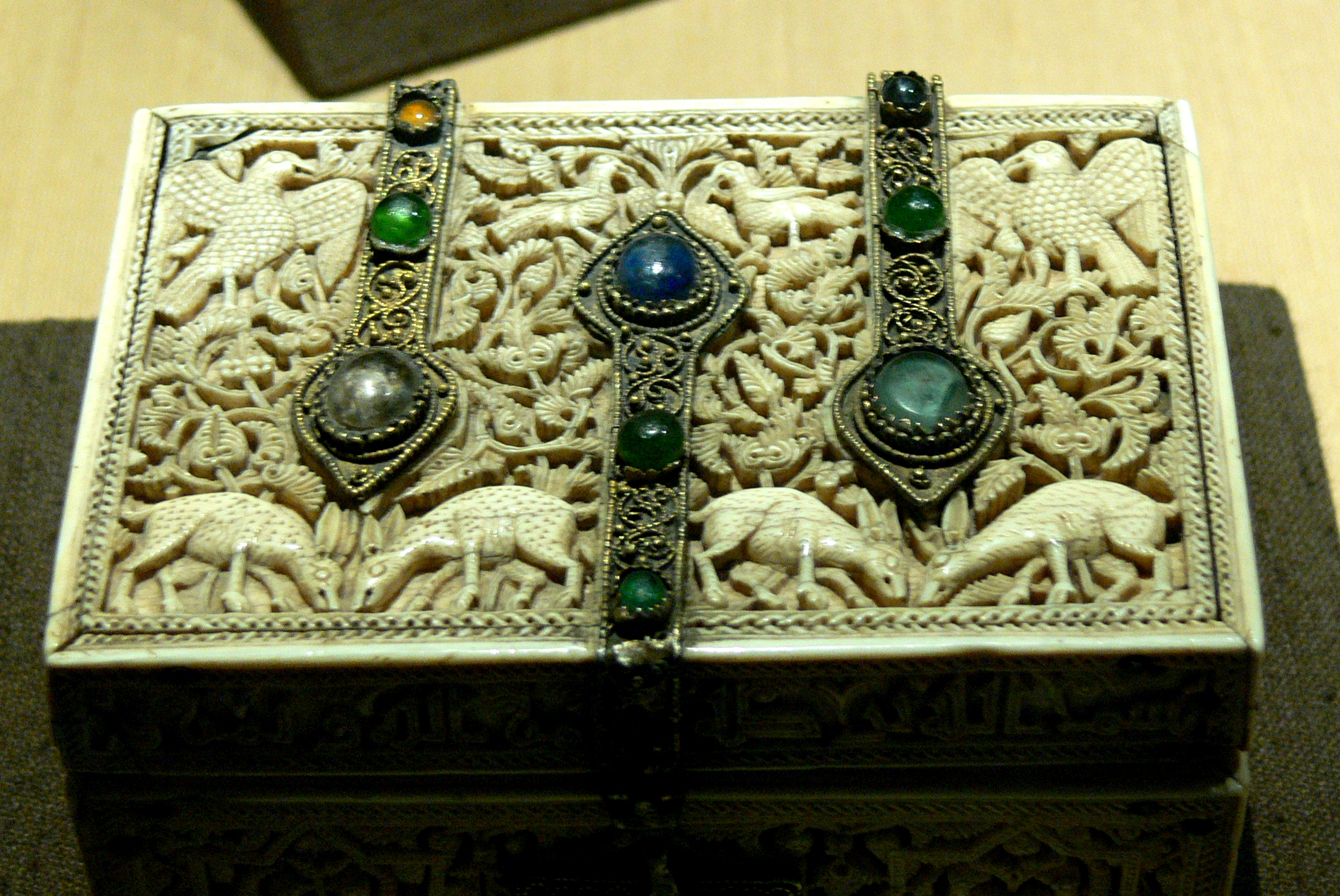
Омейядская шкатулка из слоновой кости, IX в.

Затем Муавия приступил к созданию союзников. Муавия женился на Майсум, дочери вождя кальбитов, крупного яковитского христианского арабского племени в Сирии. Его брак с Мэйсум был политически мотивирован. Кальбиты оставались в основном нейтральными, когда мусульмане впервые вошли в Сирию. Теперь Муавия мог использовать христиан-яковитов, чтобы восстановить ряды истощенной чумой армии против византийцев. Жена Муавии Майсум (мать Язида) также была христианкой-яковиткой. Имея ограниченные ресурсы и византийцев сразу за границей, Муавия работал в сотрудничестве с местным христианским населением. Чтобы остановить притеснения византийцев с моря во время арабо-византийских войн, в 649 году Муавия создал флот, который был укомплектован христианами-монофизитами, коптами и яковитами — сирийскими христианскими моряками и мусульманскими войсками.
Муавия был одним из первых, кто осознал всю важность наличия флота; пока византийский флот мог беспрепятственно плавать по Средиземному морю, береговые линии Сирии, Палестины и Египта никогда не будут в безопасности. Муавия вместе с Адбуллой ибн Саадом, новым правителем Египта, успешно убедили Усмана дать им разрешение на строительство большого флота на верфях Египта и Сирии.
Первым настоящим морским сражением между мусульманским и византийским флотом было так называемое «сражение мачт» («зат ас-савари») при Фениксе у берегов Ликии в 655 году, где в результате мусульманской победы открылось Средиземное море.

## Дамасские халифы
| Имя          | Годы правления | Правление |
| ------------ | -------------- | --- |
| Муавия I     | 661—680        | Муавия вёл войну с Византией в Северной Африке, где его армии захватили Ливию. Он также осадил Константинополь в 674—677 годах. В 678 году флот Муавия был сожжён под Константинополем. |
| Язид I       | 680—683        | Был конкурентом Алидов и политическим конкурентом имама Хусейна ибн Али. Посланный наместником Убайдуллахом войска разбили при Кербеле сторонников Хусейна. |
| Муавия II    | 683—684        | Не проявлял интереса к политике и заявлял, что стал халифом лишь по ошибке в силу действия наследственного принципа передачи власти. Его правление прошло под знаком конфликта с Абдуллахом ибн аз-Зубайром, провозглашённым незадолго перед этим халифом своими сторонниками. |
| Марван I     | 684—685        | Одержал победу над полководцами своего соперника, Абдуллаха ибн аз-Зубайра, после чего был признан в Сирии, Египте и Месопотамии. |
| Абдул-Малик  | 685—705        | Направил войска под командованием эмира аль-Хаджаджа ибн Юсуфа на восстановление владычества Омейядов на всей территории исламского халифата. В 697 году было подавлено начавшееся в 692 году выступление хариджитов. Государственное единство халифата было восстановлено. Кроме того, был завоёван ряд новых земель, особенно в Средней Азии и Северной Африке.                                                                                    |
| Аль-Валид I  | 705—715        | При нём была продолжена активная территориальная экспансия Арабского халифата, завоёваны обширные территории на Пиренейском полуострове, в Средней Азии и долине Инда. |
| Сулейман     | 715—717        | Был приведён к власти противниками группировки умершего (714) военачальника аль-Хаджжаджа, в результате чего после прихода Сулеймана к власти подверглись репрессиям и были казнены многие сторонники этой группировки, включая таких знаменитых полководцев Халифата, как Кутейба ибн Муслим и Мухаммад ибн Касим. |
| Умар II      | 717—720        | Умар кардинально преобразовал социальную организацию общества. Он дал подданным свободу передвижения, выстроил постоялые дворы для путников, вырыл колодцы, построил дороги. Халиф проводил активную проповедническую политику, поощрял и почитал богословов. |
| Язид II      | 720—724        | Его армия противостояла хариджитам, с которыми Умар II пытался вести переговоры. |
| Хишам        | 724—743        | Унаследовав халифат от своего брата Язида II, Хишам столкнулся со многочисленными проблемами: поражения от хазар (Битва при Ардебиле) на Кавказе и от тюргешей в Средней Азии, восстание индуистов Синда под руководством Джай Сингха. |
| Аль-Валид II | 743—744        | Валид взошёл на престол после смерти Хишама 6 февраля 743 года. Ат-Табари цитирует несколько стихотворений Валида. Когда Валид определил двух своих сыновей от рабыни наследниками, возникла острая напряжённость внутри семьи, которая привела к его убийству. Валиду наследовал его двоюродный брат Язид III. |
| Язид III     | 744            | За время правления Язида III произошли серьезные волнения в некоторых провинциях халифата (Палестине, Армении и Азербайджане). Помимо этого произошёл раскол внутри династии Омейядов. |
| Ибрахим      | 744            | Он был халифом всего 70 дней. Убит 25 января 750 года. |
| Марван II    | 744—750        | Став халифом, Марван за полтора года подавил восстание в Сирии; Месопотамия, вышедшая из-под его контроля, была по частям отвоевана у хариджитов, но на востоке внезапно гигантские размеры приняло восстание шиитов. В 750 году армия Марвана, старавшегося преградить шиитам путь в Месопотамию, потерпела сокрушительное поражение от Абу Муслима (выступавшего от имени Аббасидов и шиитов) в битве на реке Большой Заб, северном притоке Тигра. |